# Hawker Hart
L'Hawker Hart (Cervo Maschio in italiano) era un bombardiere leggero biplano e biposto utilizzato dalla Royal Air Force (RAF) che ebbe un importante ruolo nel periodo compreso tra le due guerre mondiali. Fu disegnato da Sydney Camm negli anni '20 e costruito dalla Hawker Aircraft. furono realizzate diverse varianti tra cui anche versioni navali.

## Progetto e Sviluppo
Nel 1926 l'Air Ministry britannico istituì un bando per la progettazione di un bombardiere leggero con alte prestazioni. Il bando fu vinto dall'Hawker Hart che sconfisse i rivali Avro Antelope e Fairey Fox in quanto era meno costoso da mantenere, aspetto fondamentale per le forze armate inglesi del secondo ventennio del secolo scorso.
J9052 era il nome del primo prototipo dell'Hawker Hart che volò nel giugno del 1928 ed entrò in servizio nel 1930 presso il trentesimo squadrone della RAF. Fu costruito in oltre 900 esemplari e fu il più usato bombardiere leggero dei suoi tempi. Una prova della sua efficienza è data dai suoi derivati l'Hawker Hind e l'Hawker Hector. Furono costruite molte varianti di questo velivolo. L'Hart India era una versione tropicalizzata dell'aereo; l'Hart Special era un'altra versione tropicalizzata basata sull'Hawker Audax, una variante dell'Hart con equipaggiamento da deserto; fu costruito anche un Hart Trainer per l'addestramento. Di quest'ultimo la Vickers costruì 114 esemplari tra il 1931 e il giugno 1936.
L'Hawker Hart era armato con una mitragliatrice Vickers machine gun da 7,7 mm e una mitragliatrice Lewis posteriore sempre da 7,7 mm; L'Hart poteva inoltre caricare 235 kg di bombe. L'Hawker Hart disponeva di un solo motore 12 cilindri a V da 525 CV Rolls-Royce Kestrel IB, aveva una velocità di 296 km/h e un raggio d'azione di oltre 640 km. Era molto più veloce della maggior parte dei caccia coevi, caratteristica molto importante se si considera che era un bombardiere leggero e un'ottima manovrabilità che rendeva l'Hawker Hart uno dei migliori aerei biplani della Royal Air Force.
164 bombardieri furono prodotti dalla Vickers a Weybridge a fianco della produzione degli addestratori.

## Impiego

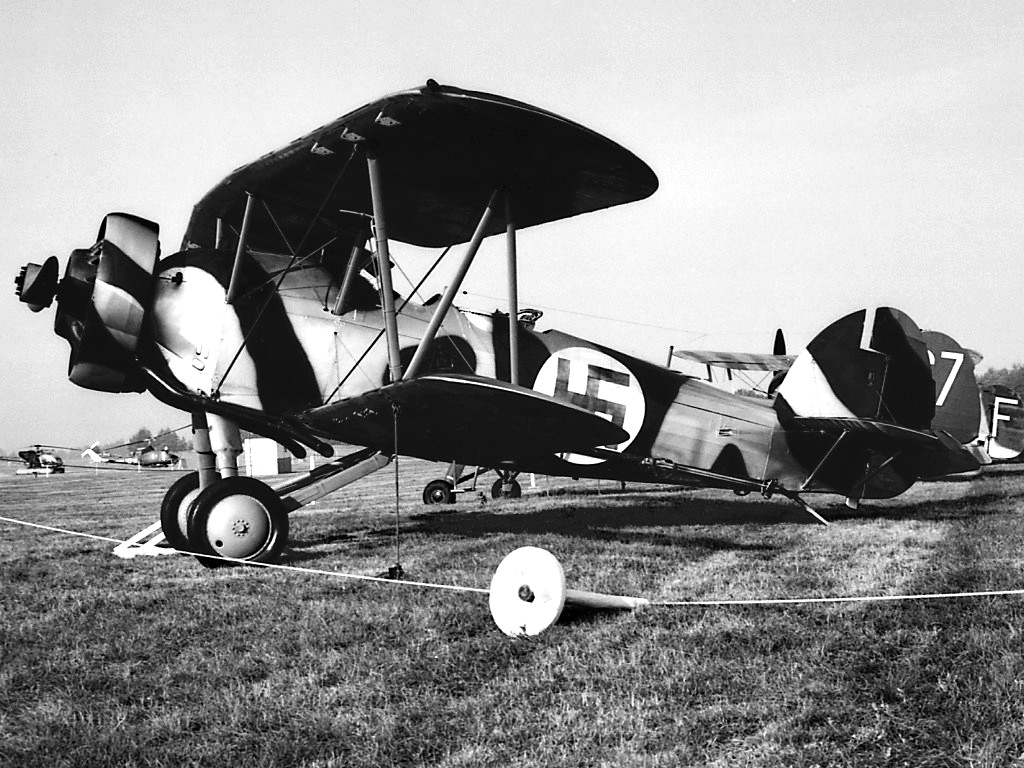
Una variante svedese dell'Hawker Hart, denominata B4, dotata di motore radiale NOHAB Mercury, nella livrea della Suomen ilmavoimat, l'aeronautica militare finlandese.

Gli Hart furono impiegati in Medio Oriente durante la Crisi Abissina del 1935-36. Ebbe un vasto impiego sul fronte Nordoccidentale nell'India Inglese durante il periodo tra le due guerre mondiali. Quattro Hawker Hart della Svenska Flygvapnet, l'aeronautica militare svedese furono utilizzati nel 1939-40 durante la Guerra d'Inverno da uno squadrone di volontari svedesi, designato come F19, integrato nella finlandese Suomen ilmavoimat. Nonostante risultasse superato tecnicamente rispetto agli aerei avversari del Regno Unito allo scoppio della seconda guerra mondiale, l'Hart continuò il suo servizio, essenzialmente con compiti di collegamento ed addestramento finché non fu dichiarato obsoleto nel 1943.
L'Hart ebbe anche molto successo nelle esportazioni, infatti lo si vide volare per la Royal Egyptian Air Force, Royal Indian Air Force, South African Air Force, e per le forze aeree di Estonia, Rhodesia Meridionale, Svezia e Regno di Jugoslavia.

## Varianti

### Hart

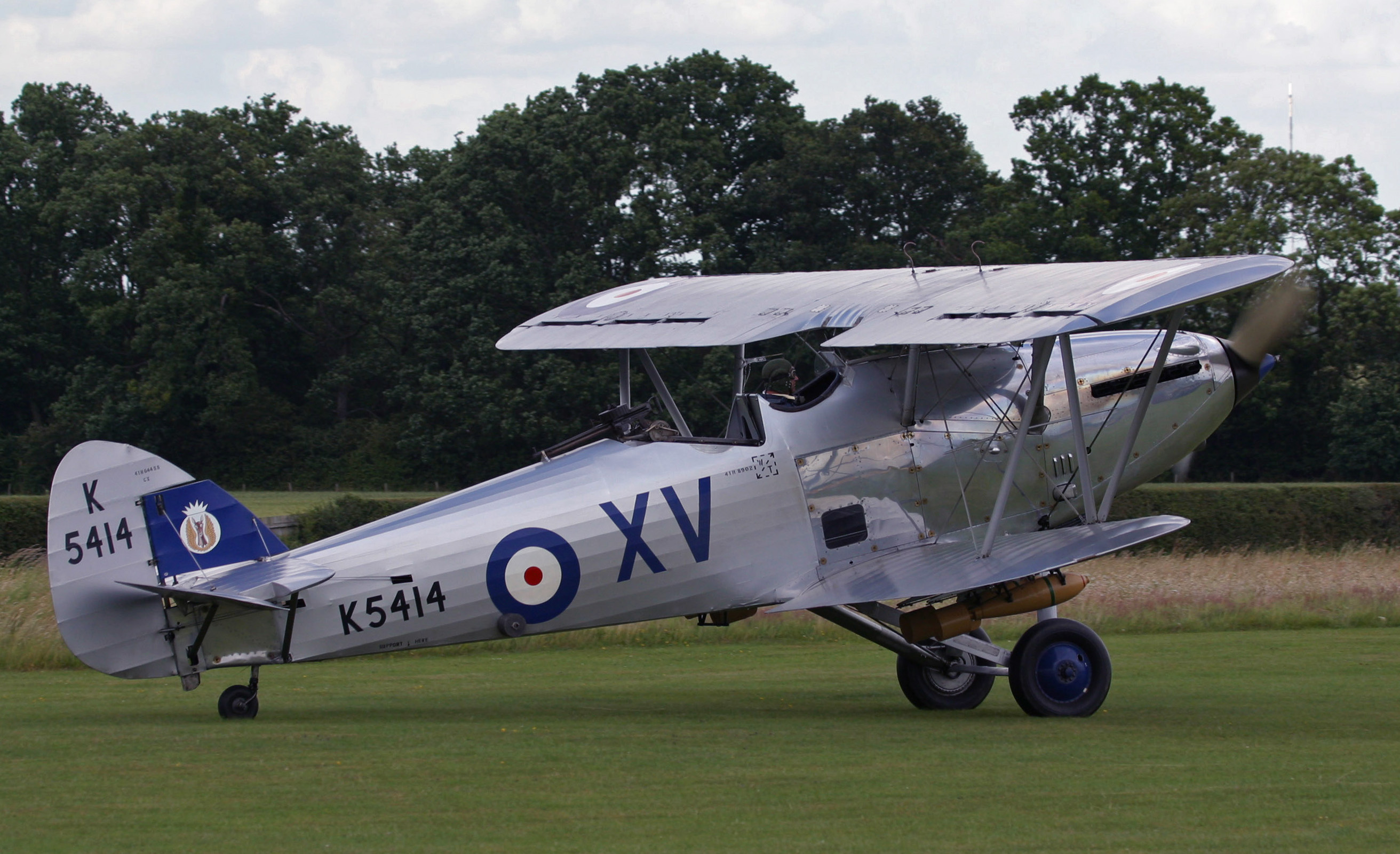
Un Hawker Hind perfettamente conservato e in condizioni di volo.

- Hart I - Bombardiere leggero biposto.
- Hart Caccia Biposto - Versione da caccia biposto dell'Hart. Utilizzato dal 23º Squadrone della RAF. In seguito fu redesignato come Hart Fighter.
- Hart Trainer - Versione biposto da addestramento.
- Hart Communication - Versione biposto per le comunicazioni. Fu impiegato dal 24º Squadrone della RAF.
- Hart (India) - Versione tropicalizzata per il servizio in India.
- Hart (Special) - Versione tropicalizzata.

### Audax
L'Hawker Audax (Audace in italiano) era un velivolo derivato dall'Hawker Hart ed aveva un ruolo di cooperazione e fu utilizzato molto nell'Impero britannico. Il primo Audax venne prodotto nel 1931 e alla fine della sua produzione ne erano stati assemblati più di 700, alcuni dei quali destinati all'esportazione. L'Audax era molto simile all'Hart, ma aveva alcune modifiche come un gancio per prelevare i messaggi. L'Audax era armato con una mitragliatrice Lewis da 7,7 mm e una Vickers sempre da 7,7 mm. L'Audax montava un motore Kestrel e aveva una velocità massima di 270 km/h. Furono prodotte numerose varianti del velivolo come L'Audax India, una versione tropicalizzata per l'India e l'Audax Singapore per il servizio a Singapore.
Gli Audax presero servizio anche in aeronautiche di altri stati come nella Royal Canadian Air Force, Royal Indian Air Force, South African Air Force, Egitto, Iraq, Persia, Rhodesia Meridionale e in altre colonie inglesi. L'Audax ebbe un uso limitato durante la Seconda guerra mondiale, fu utilizzato in Africa sul confine tra Kenya e Abissinia dove combatté contro le truppe italiane. L'Audax fu inoltre utilizzato in Iraq dalla RAF Habbaniyya a ovest di Baghdad dopo la rivolta appoggiata dagli stati dell'Asse. L'Audax smise di essere operativo nel 1945. Un derivato dall'Audax fu l'Hawker Hartbees, un bombardiere leggero costruito per la South African Air Force con alcune modifiche. Ne furono costruiti 65, la maggior parte proprio per il Sudafrica. Il velivolo fu utilizzato in Africa Orientale contro l'Italia che aveva occupato l'Abissinia.
- Audax I - Versione biposto da appoggio.
- Audax India - Versione da appoggio della RAF, costruito per l'India.
- Audax Singapore - Versione da appoggio della RAF, costruito per Singapore.
- Hartbees I - Versione biposto da attacco al suolo realizzato per la South African Air Force.

### Demon

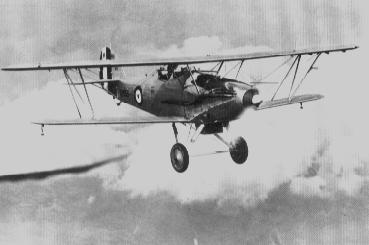
Un Hawker Demon in volo.

L'Hawker Demon (Demone in italiano) era una variante da caccia derivata dal bombardiere leggero Hawker Hart che secondo le richieste del ministero dell'aviazione fosse in grado di intercettare un Hawker Hart. Il Demon sarebbe dovuto diventare una via di mezzo tra l'Hart e L'Hawker Fury, probabilmente l'apice degli aerei da caccia biplani, che era appena entrato in servizio. Furono costruiti oltre 200 esemplari del Demon per la RAF. Il Demon era motorizzato da diverse varianti del Kestrel, era armato con una mitragliatrice Lewis da 7,7 mm e due mitragliatrici Vickers sempre da 7,7 mm poste nel muso. Un gran numero di Hawker Demon fu dotato di una torretta idraulica nella parte posteriore che era già stata testata sull'Hart. Alcuni Demon furono venduti anche alla Royal Australian Air Force. Durante la Seconda guerra mondiale il Demon ebbe ruoli di secondo piano in seconda linea.
Il Demon fu prodotto dalla Hawker e dalla Boulton Paul Aircraft di Norwich.
- Hart Caccia Biposto - Versione da caccia biposto dell'Hart. Utilizzato dal 23º Squadrone della RAF. In seguito fu redesignato come Hart Fighter.
- Demon I - Versione da caccia biposto prodotto per la RAF.
- Australian Demon I - Versione da caccia biposto per la RAAF.
- Australian Demon II - Versione da addestramento biposto per la RAAF.
- Turret Demon - Versione da caccia biposto dotata di una torretta Frazer-Nash sul retro.

### Hardy

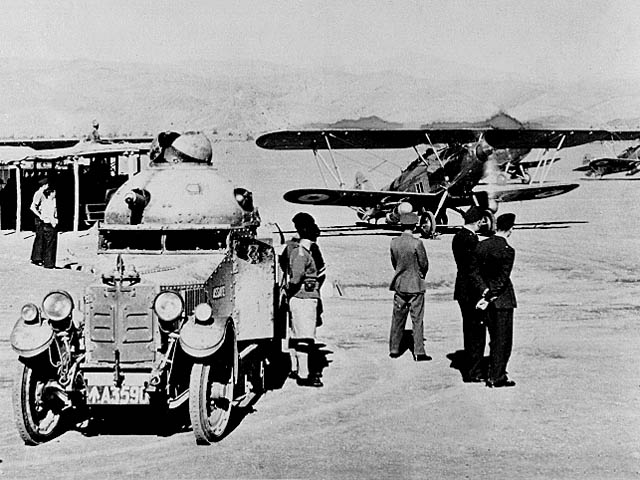
Un Hawker Hart canadese in manovra in una foto d'epoca.

L'Hawker Hardy (Ardito in italiano) era una variante multiruolo dell'Hawker Hart tropicalizzata per il servizio in Medio Oriente; molte modifiche furono apportate all'Hardy ma fu mantenuto l'armamento originario dell'Hart. L'Hardy venne impiegato in alcune operazioni militari durante la Seconda guerra mondiale in Medio Oriente e in Africa soprattutto in Abissinia contro le truppe italiane, ma anche in altre zone del continente come la Rhodesia Meridionale.
- Hardy I - Versione multiruolo biposto realizzata per la RAF.

### Hind
L'Hawker Hind (Cervo femmina in italiano) era un derivato dell'Hart e avrebbe dovuto sostituirlo. L'Hawker Hector (Ettore in italiano) era una variante dell'Hind ed era utilizzato come velivolo d'appoggio. L'Hector ebbe un ruolo secondario e limitato durante la Seconda guerra mondiale. Fu utilizzato dalla Royal Air Force e fu venduto anche all'Irlanda.

### Osprey
L'Hawker Osprey (Falco pescatore in italiano) era una versione navale dell'Hart appositamente creata per l'imbarco, adatta per essere impiegata come aereo da caccia e come ricognitore. L'Osprey aveva un singolo motore Rolls-Royce Kestrel II col quale poteva raggiungere i 270 km/h. L'armamento era composto da una mitragliatrice Vickers da 7,7 mm e una Lewis anch'essa da 7,7 mm. Gli Osprey entrarono in servizio nella FAA (Fleet Air Arm) nel 1932 con più di 100 esemplari, terminarono la loro carriera nel 1944 dopo essere stati usati dalla FAA come addestratori durante la Seconda guerra mondiale. Gli Osprey furono venduti alla Marina Svedese che li impiegò a bordo della HMS Gotland che ne imbarcava sei e alle marine di Portogallo e Spagna.
- Osprey I - Versione biposto imbarcata per l'osservazione e la ricognizione. Motorizzato da un Rolls-Royce Kestrel IIMS in linea da 630 CV.
- Osprey II - Versione con un veleggio orizzontale differente.
- Osprey III - Versione dotata di una lancia situata sopra l'ala destra.
- Osprey IV - Versione biposto imbarcata per l'osservazione e la ricognizione. Motorizzato da un Rolls-Royce Kestrel V in linea.

## Principali Paesi Utilizzatori

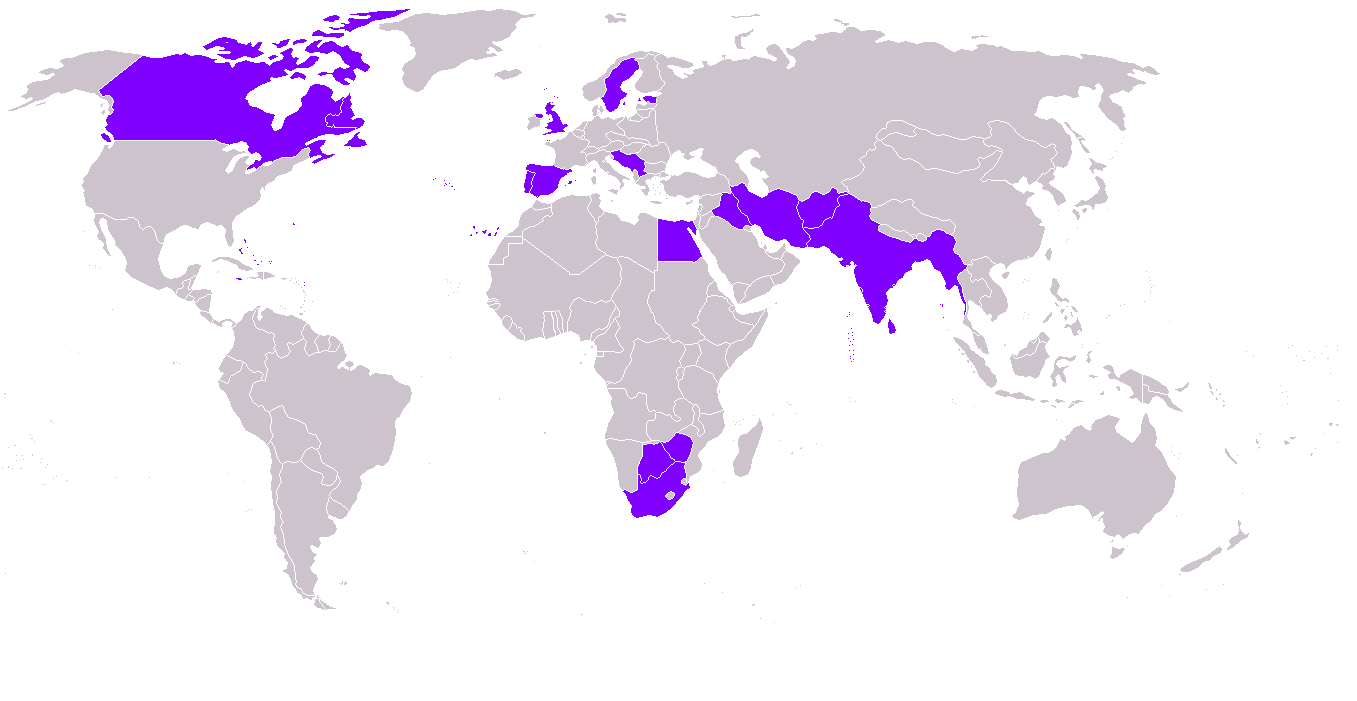
Gli stati che hanno utilizzato l'Hawker Hart o i suoi derivati

### Hawker Hart
- Afghanistan
- Egitto
- Estonia
- India Britannica
- Sudafrica
- Rhodesia Meridionale
- Svezia
- Regno Unito
- Regno di Jugoslavia

### Hawker Audax
- India Britannica
- Canada
- Egitto
- Iraq
- Persia
- Rhodesia Meridionale
- Regno Unito

### Hawker Demon
- Australia
- Regno Unito

### Hawker Hardy
- Regno Unito

### Hawker Hartebees
- Sudafrica

### Hawker Osprey
- Portogallo
- Seconda repubblica spagnola
- Svezia
- Regno Unito